# آفرینگان
آفرینگان‌ها یا آفرنگان‌ها یک رشته از نمازهای زرتشتیان است که در  سال در جشن‌ها و هنگام‌های گوناگون به جای آورده‌می‌شود. چهار آفرینگان مهم در متن اوستای گلدنر بدین گونه آمده است: آفرینگان دهمان، آفرینگان گاتا، آفرینگان گاهنبار، آفرینگان رَپیتوَن. آفرینگان‌ها از همان واژه آفرین و به مانای دعای نیک و ستایش است در برابر نفرین که دعای بد است. در این نمازها به روان مردگان آفرین و درود فرستاده می‌شود یا به زندگان دعا می‌کنند. هر یک از آفرینگان‌ها را در هنگامی ویژه و در آیینی (مراسمی) می‌خوانند. گاهی تنها برای برگزاری مراسمی مذهبی است که کسی بانی آن است و گاه برای سپاسگزاری (شکرگزاری) و بزرگداشت کسی است ، گاه نیز برای درگذشتگان و در روزهای ویژه پس از درگذشت کسی.
در اوستا واژگان آفرین و آفریتی و آفریوَنَ فراوان به کار برده شده‌است و  همه‌جا به مانای آفرین است. آفرین از ریشهٔ فری به مانای دوست داشتن، ستائیدن، خشنود ساختن و آفرین خواندن است. واژهٔ آفریتی در اوستا چنان که واژهٔ دعا در عربی (دعای له و دعای علیه) از برای دعای خوب و دعای بد هر دو آمده‌است. در برخی از فرهنگ‌های فارسی آفرینگان به معنی یکی از ۲۱ نسک (کتاب) زند ضبط شده‌است.